# US Open 2016.
US Open 2016. bio je posljednji teniski grand slam turnir u 2016. godini. Bilo je to 136. izdanje US Opena održano od 29. kolovoza do 11. rujna 2016. u Nacionalnom teniskom centru Billie Jean King u New Yorku. U muškoj konkurenciji pobijedio je Stan Wawrinka, u ženskoj Angelique Kerber.

## Turnir
Pokrovitelj natjecanja bila je Međunarodna teniska federacija. US Open 2016. bio je dio ATP i WTA sezone 2016. i posljednji u nizu grand slam turnira te sezone. Natjecali su se muškarci i žene pojedinačno, u parovima i miješanim parovima. Također, održavala su se natjecanja u juniorskoj konkurenciji (do 18 godina) kao najviši stupanj juniorskog teniskog natjecanja. Zbog održavanja Paraolimpijskih igara 2016. u Rio de Janeiru, nije bilo natjecanja za tenisače i tenisačice u kolicima.
Susreti su se održavali na 16 terena tvrde podloge i tri igrališta: stadiona Arthur Ashe, stadiona Louisa Armstronga i Grandstanda. US Open 2016. bilo je prvo izdanje tog natjecanja s pomičnim krovom u slučaju kiše, vjetra ili hladnoće kako se ne bi prekidali susreti i utjecalo na ishod meča. To je bilo ujedno i zadnje izdanje US Opena na kojem se igralo na stadionu Louisa Armstronga i starom Grandstandu.

## Dodjela bodova

### Seniori
| Natjecanje        | Pobjeda | Završnica | Poluzavršnica | Četvrtzavršnica | 1/16 | 1/32 | 1/64 | 1/128 | 4. kolo | 3. kolo | 2. kolo | 1. kolo |
| Muški pojedinačno | 2000    | 1200      | 720           | 360             | 180  | 90   | 45   | 10    | 25      | 16      | 8       | 0       |
| Muški parovi      | 2000    | 1200      | 720           | 360             | 180  | 90   | 0    | -     | -       | -       | -       | -       |
| Žene pojedinačno  | 2000    | 1300      | 780           | 430             | 240  | 130  | 70   | 10    | 40      | 30      | 20      | 2       |
| Ženski parovi     | 2000    | 1300      | 780           | 430             | 240  | 130  | 10   | -     | -       | -       | -       | -       |

| \| Natjecanje \| Pobjeda \| Završnica \| Poluzavršnica \| Četvrtzavršnica \| 1/16 \| 1/32 \| 4. kolo \| 3. kolo \| \| Juniori pojedinačno \| 375 \| 270 \| 180 \| 120 \| 75 \| 30 \| 25 \| 20 \| \| Juniorke pojedinačno \| 375 \| 270 \| 180 \| 120 \| 75 \| 30 \| 25 \| 20 \| \| Juniori parovi \| 270 \| 180 \| 120 \| 75 \| 45 \| - \| - \| - \| \| Juniorke parovi \| 270 \| 180 \| 120 \| 75 \| 45 \| - \| - \| - \| |         |           |               |                 |      |      |         |         |
| Natjecanje | Pobjeda | Završnica | Poluzavršnica | Četvrtzavršnica | 1/16 | 1/32 | 4. kolo | 3. kolo |
| Juniori pojedinačno | 375     | 270       | 180           | 120             | 75   | 30   | 25      | 20      |
| Juniorke pojedinačno | 375     | 270       | 180           | 120             | 75   | 30   | 25      | 20      |
| Juniori parovi | 270     | 180       | 120           | 75              | 45   | -    | -       | -       |
| Juniorke parovi | 270     | 180       | 120           | 75              | 45   | -    | -       | -       |

## Novčane nagrade
Ukupni novčani nagradni fond na US Openu 2016. iznosio je 46,3 milijuna amerićkih dolara, što je porast od 10% u odnosu na prošlogodišnji iznos nagradnog fonda. Pobjedniku pojedinačnog natjecanja pripalo je 3,5 milijuna USD-a, u parovima 625.000 USD-a, a u miješanim parovima 150.000 USD-a.
| Natjecanje      | Pobjeda    | Završnica  | Poluzavršnica | Četvrtzavršnica | 1/16     | 1/32     | 1/64    | 1/128   | 3. kolo | 2. kolo | 1. kolo |
| Pojedinačno     | $3.500.000 | $1.750.000 | $875.000      | $450.000        | $235.000 | $140.000 | $77.188 | $43.313 | $16.350 | $10.900 | $5.606  |
| Parovi          | $625.000   | $310.000   | $150.000      | $75.000         | $40.000  | $24.500  | $15.141 |         |         |         |         |
| Miješani parovi | $150.000   | $70.000    | $30.000       | $15.000         | $10.000  | $5.000   |         |         |         |         |         |

## Vanjske poveznice
- www.usopen.org - službene stranice (engl.)